# Griekenland op de Olympische Winterspelen 1948
Tijdens de Olympische Winterspelen van 1948, die in Sankt Moritz (Zwitserland) werden gehouden, nam Griekenland voor de tweede keer deel.

## Deelnemers en resultaten

### Alpineskiën
| Olympiër         | Discipline     | Resultaat | Prestatie                              |
| ---------------- | -------------- | --------- | -------------------------------------- |
| Fotios Mavriplis | afdaling (m)   | 101e      | 5.39,1 (+2.44,1)                       |
| Fotios Mavriplis | combinatie (m) | dnf       | opgave afdaling: 5.39,1 slalom: opgave |

Argentinië · België · Bulgarije · Canada · Chili · Denemarken · Finland · Frankrijk · Griekenland · Groot-Brittannië · Hongarije · IJsland · Italië · Joegoslavië · Libanon · Liechtenstein · Nederland · Noorwegen · Oostenrijk · Polen · Roemenië · Spanje · Tsjecho-Slowakije · Turkije · Verenigde Staten · Zuid-Korea · Zweden · Zwitserland